# Amstel Gold Race 1966
L'Amstel Gold Race 1966 fou la 1a edició de l'Amstel Gold Race. La cursa es disputà el 30 d'abril de 1966, sent el vencedor final el francès Jean Stablinski, que s'imposà a l'esprint als seus companys d'escapada.
120 ciclistes hi van prendre part, acabant la cursa 30 d'ells.

## Classificació final
|    | Ciclista                 | Equip              | Temps      |
| -- | ------------------------ | ------------------ | ---------- |
| 1  | Jean Stablinski          | Ford-Hutchinson    | 7h 48' 50" |
| 2  | Bernard van de Kerckhove | Ford-Hutchinson    | m. t.      |
| 3  | Jan Hugens               | Ford-Hutchinson    | + 05"      |
| 4  | Marcel Geeraerts         | Dr. Mann-Grundig   | + 2' 05"   |
| 5  | Peter Post               | Solo-Superia       | + 2' 08"   |
| 6  | Cor Schuuring            | Caballero          | + 6' 40"   |
| 7  | Cees van Espen           | Televizier-Batavus | m. t.      |
| 8  | Constant Jongen          | Dr. Mann-Grundig   | m. t.      |
| 9  | Rik Pauwels              | Dr. Mann-Grundig   | m. t.      |
| 10 | Mies Stolker             | Willem II-Gazelle  | m. t.      |